# Krzyż Milenijny w Trzebini
Krzyż Milenijny – pomnik w postaci krzyża, znajdujący się na szczycie Góry Bożniowej (402 m n.p.m.) w Trzebini, ustanowiony dla upamiętnienia Wielkiego Jubileuszu Roku 2000. Został poświęcony 30 kwietnia 2000 roku.
Dwunastoipółmetrowa stalowa konstrukcja na betonowym cokole według projektu inżyniera Leszka Pałczyńskiego. Została wybudowana na szczycie Górzy Bożniowej w obrębie Wyżyny Olkuskiej, noszącej w tym miejscu nazwę Pagórów Myślachowickich, z których rozciąga się widok na panoramę Trzebini, wzgórza Kowalikowa i Bartoska, Puszczę Dulowską, Górkę, grzbiet Terczyński, zamek Tenczyn w Rudnie, Chrzanów oraz Jaworzno. W dalszej perspektywie widać pasmo Karpat od Tatr po Beskidy z Babią Górą. 
Prace konstrukcyjne i budowlane wykonała firma Stanbud z Trzebini.